# Astoxenus dilaticollis
Astoxenus dilaticollis är en skalbaggsart som beskrevs av Moser 1911. Astoxenus dilaticollis ingår i släktet Astoxenus och familjen Cetoniidae. Inga underarter finns listade.